# Volba předsednictva České pirátské strany 2024 (listopad)
Volby vedení České pirátské strany se uskutečnilo 9. listopadu 2024. Předchozí lídr Ivan Bartoš odstoupil v září 2024 spolu se zbytkem vedení strany po špatných výsledcích v krajských volbách. Novým předsedou byl zvolen 1. náměstek primátora hlavního města Prahy Zdeněk Hřib, místopředsedy byli zvoleni Martin Šmída, Hana Hajnová, Michal Bláha a Olga Richterová.
Volbu provázely kontroverze spojené mimo jiné s odchodem významných členů a členek strany a také se schválením změn stanov partaje, kdy dochází k větší centralizaci moci.

## Pozadí
Českou pirátskou stranu vede od roku 2016 Ivan Bartoš. Pod jeho vedením se ve sněmovních volbách v roce 2017 stala třetí největší stranou v České republice se ziskem 22 mandátů a Bartoš stranu vedl i ve volbách v roce 2021, kterých se strana účastnila v rámci koalice Piráti a Starostové. Kvůli preferenčním hlasům získali Piráti pouze čtyři mandáty z 37 mandátů, které koalice získala. Po volbách část členské základny vyzvala Bartoše k rezignaci, strana se po volbách zapojila do nové vlády a později utrpěla velké ztráty ve volbách do Evropského parlamentu 2024 a téhož roku ještě v krajských a senátních volbách. Bartoš poté rezignoval na funkci předsedy a oznámil, že v následných volbách lídra kandidovat nebude. Politologové včetně Lukáše Valeše, Petra Fischera a Thomase Kulidakise zmiňovali pro televizi CNN Prima News jako možné kandidáty ministra zahraničí Jana Lipavského, europoslankyni Markétu Gregorovou a Janu Michailidu. Fischer také zmínil končícího plzeňského hejtmana Rudolfa Špotáka, který projevil v předchozích volbách zájem kandidovat.
Lipavský 23. září 2024 prohlásil, že kandidovat nebude kvůli povinnostem ministra zahraničí a také se necítí jako někdo, kdo by mohl stranu sjednotit. Zároveň prohlásil, že se strana musí zbavit „komoušů a vypnout stranické fórum.“ Kandidaturu odmítla i Gregorová s tím, že by to nebylo fér vůči voličům, kteří ji zvolili do Evropského parlamentu. Zájem kandidovat projevil Špoták, který však uvedl, že necítí podporu ve straně. Josef Soumar, kandidát na jihočeského hejtmana, zmínil jako možnou kandidátku Hanu Hajnovou. Hajnová uvedla, že je ochotna se podílet na vedení strany, ale její kandidatura závisí na tom, kdo bude kandidovat na předsedu. Dne 23. září 2024 uvedli, že zvažují kandidaturu Mikuláš Peksa a Jana Holomčík Leitnerová. Dne 25. září 2024 uvedly Seznam Zprávy, že silnou podporu ve straně mají bývalý senátor Lukáš Wagenknecht a poslankyně Olga Richterová. Dne 26. září 2024 uvedl, že se v rámci strany chystá kandidovat i Jana Holomčík Leitnerová. Ani jeden z nich v té době kandidaturu nevyloučil. Dne 2. října 2024 oznámil Wagenknecht svou kandidaturu, 10. října 2024 oznámil kandidaturu bývalý primátor Prahy Zdeněk Hřib.

## Kandidáti na předsedu
O post předsedy Pirátů usilovalo šest kandidátů. Adéla Šípová a David Witosz nakonec 9. listopadu odstoupili a podpořili Lukáše Wagenknechta. Předsedu Pirátů volilo 866 členů. V prvním kole mohli členové hlasovat pro libovolný počet kandidujících, přičemž do druhého kola postupovali kandidáti, kteří překonali nadpoloviční počet hlasů. Zbyněk Miklík a Štěpán Štrébl po volbě vystoupili, aby veřejně podpořili zbylé kandidáty - Miklík podpořil Wagenknechta, zatímco Štrébl Hřiba. Z prvního kola postoupil Zdeněk Hřib a Lukáš Wagenknecht, v druhém kole byl zvolen předsedou Zdeněk Hřib.

### Kandidující
| Jméno             | Fotografie | Povolání                                   | Počet hlasů v 1. kole | Počet hlasů v 2 kole |
| ----------------- | ---------- | ------------------------------------------ | --------------------- | -------------------- |
| Zdeněk Hřib       |            | 1. náměstek primátora hlavního města Prahy | 511                   | 454                  |
| Lukáš Wagenknecht |            | bývalý senátor                             | 494                   | 401                  |
| Zbyněk Miklík     |            | bývalý náměstek hejtmana Libereckého kraje | 209                   |                      |
| Štěpán Štrébl     |            | bývalý místostarosta MČ Praha 3            | 178                   |                      |

### Odstoupili
| Jméno        | Fotografie | Povolání                   |
| ------------ | ---------- | -------------------------- |
| Adéla Šípová |            | senátorka                  |
| David Witosz |            | bývalý radní města Ostrava |

## Volby do předsednictva
Kromě předsedy strany bylo obměněno i celé předsednictvo zvolené během předchozích voleb. Na sjezdu byli zvoleni tři členové předsednictva, čtvrtý nebyl zvolen. Dovolbu čtvrtého místopředsedy určí předsednictvo.

### Kandidáti
Kandidovalo celkem 16 lidí, z toho pět žen. Tučně jsou zvýrazněni zvolení kandidáti, kurzívou pak bývalé členky předsednictva.
| Jméno                          | Fotografie | Počet hlasů |
| ------------------------------ | ---------- | ----------- |
| Hana Hajnová                   |            | 433         |
| Lukáš Wagenknecht              |            | 422         |
| Martin Šmída                   |            | 420         |
| Michal Bláha                   |            | 388         |
| Markéta Gregorová              |            | 358         |
| Adéla Šípová                   |            | 342         |
| David Witosz                   |            | 325         |
| Štěpán Štrébl                  |            | 320         |
| Mikuláš Ferjenčík              |            | 318         |
| Tomáš Vymazal                  |            | 303         |
| Pavel Bulíček                  |            | 301         |
| Dominika Poživilová Michailidu |            | 260         |
| Zbyněk Miklík                  |            | 256         |
| Jana Skopalíková               |            | 238         |
| Lukáš Hejduk                   |            | 211         |
| Petr Chaluš                    |            | 159         |

### Zvolené předsednictvo
|             |                     |                        |                     |                         |
| Zdeněk Hřib | Martin Šmída        | Hana Hajnová           | Michal Bláha        | Olga Richterová         |
| Předseda    | první místopředseda | druhá místopředsedkyně | třetí místopředseda | čtvrtá místopředsedkyně |

## Důsledky

### Změna stanov strany
Zdeněk Hřib svou kandidaturu podmínil přijetím změn stanov strany, které sám označil jako „Novou pirátskou vlnu“. Dle předsedy jde zejména o větší kultivaci debaty uvnitř strany, aby partaj mluvila jedním hlasem a také posun do politického středu. Změna počítá mimo jiné se zrušením zahraničního, personálního a technického odboru strany, zvyšuje z 50 na 60 procent počet hlasů pro přijetí některých rozhodnutí a dává stranickým lídrům právo nominovat další kandidáty do voleb. Změna taktéž ruší všechna usnesení Celostátního fóra přijatá podle konkrétního bodu starých stanov, čímž ruší například usnesení o nesouhlasu s praktikami ministra Pavla Blažka (ODS), distance od česko-polské smlouvy k dolu Turów či zákazu používání dětí v propagačních materiálech strany.

### Odchod členů
V reakci na změnu stanov strany odešly z Pirátské strany cca dvě desítky členů a členek, včetně některých významných osobností strany. Například bývalý europoslanec a kvestor Evropského parlamentu Marcel Kolaja, bývalá místopředsedkyně a úřadující předsedkyně Jana Michailidu, Veronika Murzynová ze zahraničního odboru, Georgia Hejduková z rozhodčí komise, turnovský zastupitel Ivan Dřevikovský, kandidát na předsedu a bývalý náměstek hejtmana Libereckého kraje Zdeněk Miklík či vedoucí zahraničního odboru Michal Gill. Mnozí z nich uvedli, že jim ve změně stanov vadí právě omezení vnitřní demokracie ve straně.
| „               | Je známá informace, že Pirátská strana byla unikátní svou silnou vnitřní demokracií. To se přijatými reformami do velké míry změnilo | “ |
| — Marcel Kolaja | |   |

| „             | Možná to tak funguje v jiných stranách, ale my fakt nejsme ANO nebo ODS. Já v roce 2012 vstupoval do strany, kde byly rovnost členů a vnitřní demokracie svaté. Dnes zemřely obě. | “ |
| — Michal Gill | |   |

Zdeněk Miklík naopak uvedl, že se mu nelíbí styl jednání nového předsedy strany. Někteří členové Pirátské strany označují odchod bývalých členů za „urychlené vylodění našeho radikálního levého křídla.“